# Sénat du Connecticut
Le Sénat de l'État du Connecticut (en anglais : Connecticut State Senate) est la chambre haute de l'Assemblée générale de l'État américain du Connecticut.

## Système électoral
Le Sénat du Connecticut est composé de 36 sièges pourvus pour deux ans au scrutin uninominal majoritaire à un tour dans autant de circonscriptions. Les sénateurs sont rééligibles sans limitation.

## Siège
Le Sénat siège au Capitole de l'État situé à Hartford, capitole du Connecticut.

## Président
Le Sénat est présidé de droit par le lieutenant-gouverneur du Connecticut. Un président pro tempore est élu et dirige réellement le Sénat. Cette fonction est exercée par le démocrate Martin Looney depuis 2015.

## Représentation
| Mandat    | Parti      | Parti        | Total |
| Mandat    | Démocrates | Républicains | Total |
| --------- | ---------- | ------------ | ----- |
| Mandat    |            |              | Total |
| 2013-2015 | 22         | 14           | 36    |
| 2015-2017 | 21         | 15           | 36    |
| 2017-2019 | 18         | 18           | 36    |
| 2019-2021 | 23         | 13           | 36    |
| 2021-2023 | 24         | 12           | 36    |